# چوو، مونته‌نگرو
چوو (به لاتین: Čevo) یک منطقهٔ مسکونی در مونته‌نگرو است که در پایتخت سلطنتی قدیمی ستینجی واقع شده‌است. چوو ۶۱ نفر جمعیت دارد.